# Groeve Dierkx

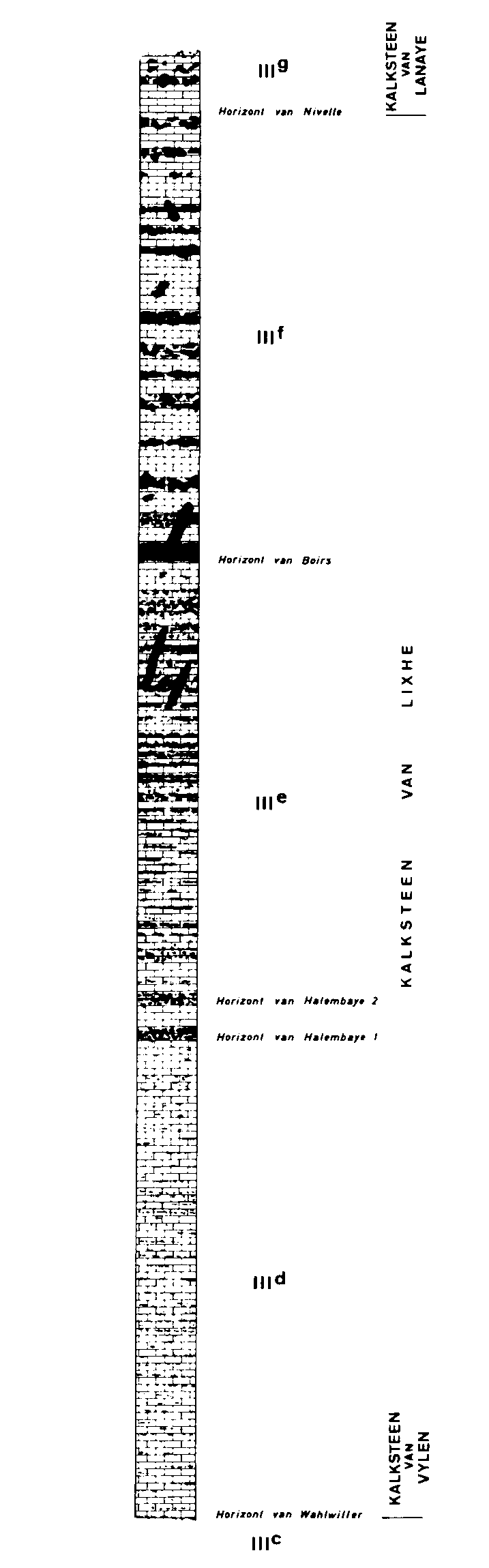
Lithologische opbouw van de Kalksteen van Lixhe aan de westzijde van de Maas in de typelocatie groeve 61H-18 te Lixhe, België

De Groeve Dierkx (Frans: Carrière Dierkx) is een voormalige steengroeve in de Belgische provincie Luik in de gemeente Wezet. De groeve ligt ten noordwesten van Loën. De steengroeve is in dagbouw ontgonnen in het Haspengouws Plateau in de westelijke helling van het dal van de Maas.
Ongeveer 500 meter naar het zuiden ligt de Groeve CBR en naar het oosten ligt de cementfabriek CBR Lixhe.

## Geologie
De groeve is de typelocatie voor de drie kalksteenpakketten van de Kalksteen van Lixhe. Deze locatie wordt ook aangeduid met nummer 61H-18.
In de groeve is het volgende profiel ontsloten:
- Dekgrond met löss, zand en Maaskeien
- Formatie van Maastricht
  - Kalksteen van Gronsveld
  - Horizont van Sint Pieter
  - Kalksteen van Valkenburg
  - Horizont van Lichtenberg
- Formatie van Gulpen
  - Kalksteen van Lanaye
  - Horizont van Nivelle
  - Kalksteen van Lixhe 3
  - Horizont van Boirs
  - Kalksteen van Lixhe 2
  - Horizont van Hallembaye 2
  - Horizont van Hallembaye 1
  - Kalksteen van Lixhe 1
  - Horizont van Wahlwiller (=Horizont van Lixhe)
  - Kalksteen van Vijlen